# Емі Сміт (плавчиня)
Емі Сміт (англ. Amy Smith, 24 липня 1987) — британська плавчиня.
Учасниця Олімпійських Ігор 2012 року.
Чемпіонка Європи з водних видів спорту 2010 року.
Призерка Чемпіонату Європи з плавання на короткій воді 2011 року.
Призерка Ігор Співдружності 2006, 2010, 2014 років.